# Savinhac (Avairon)
Savinhac (en francès Savignac) és un municipi francès situat al departament de l'Avairon i a la regió d'Occitània.

## Demografia
| 1962                                       | 1968 | 1975 | 1982 | 1990 | 1999 | 2006 |
| ------------------------------------------ | ---- | ---- | ---- | ---- | ---- | ---- |
| 345                                        | 350  | 319  | 422  | 508  | 540  | 594  |
| Des de 1962: població sense dobles comptes |      |      |      |      |      |      |

## Administració
| Període   | Identitat        | Partit |
| --------- | ---------------- | ------ |
| 2001-2008 | Gérard Bouyssou  | PRG    |
| 2008-     | Patrick Datchary |        |